# Compétitions artistiques aux Jeux olympiques de 1920

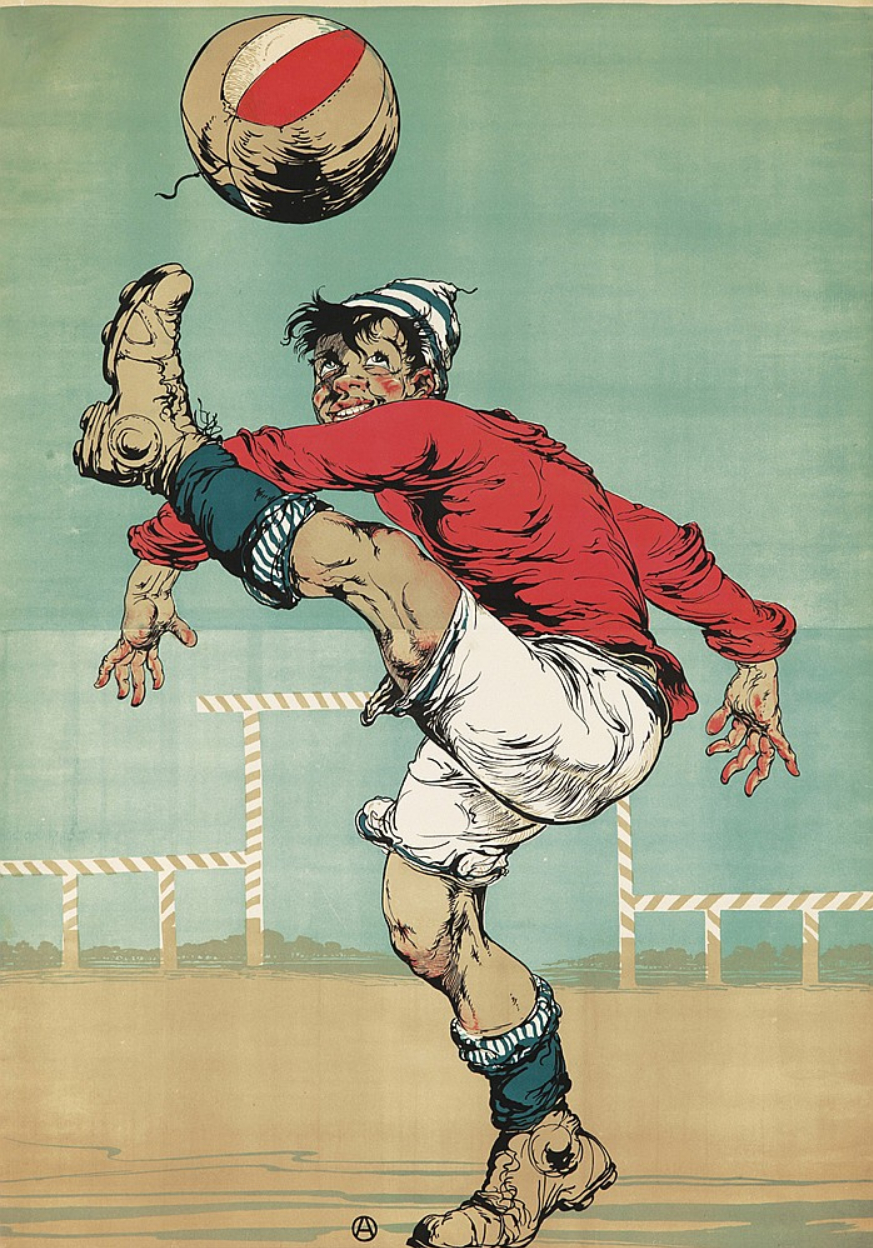
L’affiche du Belge Alfred Ost intitulée « Joueur de football » qui vaut une médaille de bronze à son auteur.

A l’occasion des  Jeux olympiques de 1920, organisés en Belgique, à Anvers, des Compétitions artistiques aux Jeux olympiques sont organisées conjointement aux épreuves sportives. C’est la seconde fois, après 1912, que des concours d’arts sont officiellement présents aux Jeux et gérés comme les compétitions sportives, avec classement et remise de médailles. Comme en 1912, cinq domaines artistiques majeurs sont représentés : Architecture, Littérature, Musique,  Peinture et Sculpture. Un ensemble baptisé le Pentathlon des muses. Finalement, 11 médailles sont attribuées pour seulement 5 nations récompensées. Un bilan un peu supérieur à celui des Jeux de 1912 (6 médailles décernées) mais qui traduit le faible intérêt du public et du monde artistique envers ces compétitions.

## Organisation et bilan
Le rapport officiel des Jeux ne fournit que très peu d’informations sur les concours d’art. En fait, il ne liste que les résultats, le nom des œuvres et ceux des médaillés. Richard Stanton dans son livre « The Forgotten Olympic Art Competitions » a pu identifier les artistes ayant concouru mais peu d’informations sont disponibles à leur sujet. Contrairement aux Jeux olympiques de 1912 en effet, il n’y a pas eu de publication de brochures avec la liste des artistes en lice et le nom de leurs œuvres. Sur son site Internet, dans l’article dédié aux Centenaire des Jeux olympiques, la Radio-télévision belge de la Communauté française (RTBF) précise : « La liste des œuvres en compétition n’a pas toujours été scrupuleusement archivée. Et certains médaillés ont refusé que leur travail soit dévoilé au public. Il est donc impossible de voir ou d’entendre, à l’heure actuelle, tout ce que les artistes de l’époque avaient préparé pour les Jeux Olympiques. Il y a pas mal d’incertitudes, voire d’inexactitudes, dans les documents que l’on peut retrouver aujourd’hui. Et beaucoup d’œuvres ont disparu ».
Aucune médaille autre que la médaille d’argent n’est décernée au concours d’architecture. Elle récompense le Norvégien Holger Sinding-Larsen (en) pour son "Projet d'école de culture physique". Holger Sinding-Larsen est le seul participant connu au concours d’architecture. On ignore également les noms des membres du jury.
En Sculpture, la médaille d'or revient au Belge Albéric Collin pour son ouvrage intitulée "La Force", tandis que deux de ses compatriotes complètent le podium qui est donc entièrement outre-Quiévrain : Simon Goossens pour "Les Patineurs" et  Alphons De Cuyper pour "les Lanceurs de Poids et Coureur". L’’Américain Robert Tait McKenzie présente deux sculptures qui n’ont pas les faveurs du jury. Quelques autres œuvres sont présentées qui demeurent inconnues à ce jour.
En  Peinture, le jury peu convaincu par les réalisations proposées décide de ne pas remettre de médaille d’or. Il récompense cependant  la Française Henriette Brossin de Polanska par une médaille d'argent pour son œuvre intitulée « L'Elan ». La médaille de bronze revenant au Belge Alfred Ost pour l'affiche « Joueur de Football » qui est exposée au Sportimonium (Musée des Sports situé à Hofstade).
En littérature, la médaille d'or est décernée au poète italien Raniero Nicolai (en) pour « Canzoni Olympioniche » (Chants olympiques) tandis que la médaille d'argent est obtenue par le Britannique Theodore Andrea Cook pour son poème « Les Jeux Olympiques d'Anvers ». La médaille de bronze étant attribuée au Belge Maurice Bladel (en) pour « La Louange des Dieux ». Concernant le critique d'art et écrivain britannique Theodore Andrea Cook qui se classe second de l’épreuve, il est à noter qu’il participa en 1889 à la célèbre épreuve d’aviron qui met aux prises chaque année les universités d’Oxford et de Cambridge, qu’il fut capitaine de l’équipe britannique d’escrime aux Jeux Olympiques «intercalaires» d’Athènes en 1906. Et qu’il a édité par ailleurs le rapport officiel des Jeux de Londres en tant que Membre du Comité international olympique.
En ce qui concerne la Musique, la médaille d'or est attribuée au Belge Georges Monier (en) pour son œuvre nommée« Olympique ». Tandis que la médaille d'argent est décernée à l'Italien Oreste Riva (en) pour sa marche triomphale : « Marcia Trionfale ». Au sujet de Monnier, on sait que sa victoire à Anvers fut son premier succès public et qu’elle fit  sa réputation. On sait également que son œuvre a été écrite pour des chanteurs solistes, des récitants, trois chœurs et trois orchestres.

## Tous les médaillés
| Disciplines artistiques | Or                                          | Argent                                                             | Bronze                                             |
| ----------------------- | ------------------------------------------- | ------------------------------------------------------------------ | -------------------------------------------------- |
| Projets architecturaux  | non décerné                                 | Holger Sinding-Larsen (en) pour Projet d'école de culture physique | non décerné                                        |
| Sculpture               | Albéric Collin pour La force                | Simon Goossens pour Les Patineurs                                  | Alphons De Cuyper pour Lanceur de poids et coureur |
| Peinture                | non décerné                                 | Henriette Brossin de Polanska pour L'Élan                          | Alfred Ost pour Joueur de football                 |
| Littérature             | Raniero Nicolai (en) pour Chants olympiques | Theodore Andrea Cook pour Les Jeux Olympiques d'Anvers             | Maurice Bladel (en) pour La louange des Dieux      |
| Musique                 | Georges Monier (en) pour Olympique          | Oreste Riva (en) pour Marche triomphale                            | non décerné                                        |

## Tableau des médailles
| Rang | Nation          | Or | Argent | Bronze | Total |
| ---- | --------------- | -- | ------ | ------ | ----- |
| 1    | Belgique        | 2  | 1      | 3      | 6     |
| 2    | Italie          | 1  | 1      | 0      | 2     |
| 3    | France          | 0  | 1      | 0      | 1     |
| 3    | Grande-Bretagne | 0  | 1      | 0      | 1     |
| 3    | Norvège         | 0  | 1      | 0      | 1     |
|      | Total           | 3  | 5      | 3      | 11    |

### Sources
- Bilan officiel des compétitions artistiques de 1912 à 1948 sur Olympic Museum.
- Art Competitions at the 1920 Summer Olympics
- RTBF : 1920-2020, le centenaire des Jeux d'Anvers